# Ebolavirus
Il genere Ebolavirus, secondo la definizione dell'International Committee on Taxonomy of Viruses, è un raggruppamento di organismi che fa parte della famiglia Filoviridae, a sua volta parte dell'ordine dei Mononegavirales. Gli Ebolavirus sono stati descritti per la prima volta dopo l'epidemia di febbre emorragica scoppiata nel sud del Sudan nel giugno 1976 e nello Zaire nell'agosto 1976. Il genere è stato introdotto nel 1998 come "genere dei virus che somigliano al virus Ebola".
Si conoscono sei specie appartenenti a questo genere (oltre ad alcune non classificate) e quattro di queste sono responsabili della malattia da virus Ebola (in inglese "ebola virus disease" o "EVD") che colpisce gli umani con una febbre emorragica con un tasso di letalità molto alto. Le cinque specie di virus riconosciute dall'International Committee on Taxonomy of Viruses prendono il nome dalle regioni dove sono state individuate per la prima volta.

### Zaire ebolavirus (ZEBOV o EBOV)

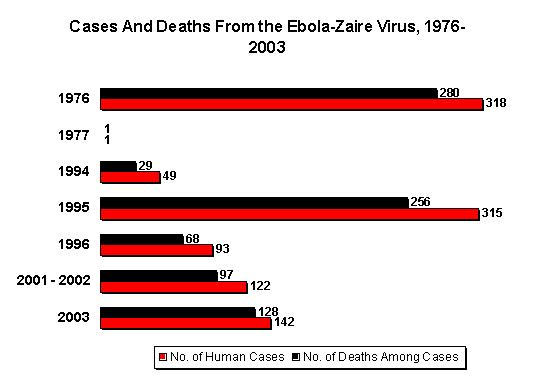
Numero dei casi noti e dei decessi durante l'epidemia di Zaire ebolavirus tra il 1976 e il 2003

### Sudan ebolavirus (SEBOV o SUDV)

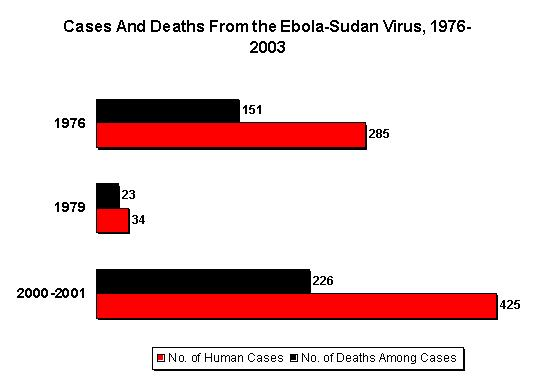
Numero dei casi noti e dei decessi durante l'epidemia di Sudan ebolavirus tra il 1976 e il 2003

### Malattia da virus Ebola

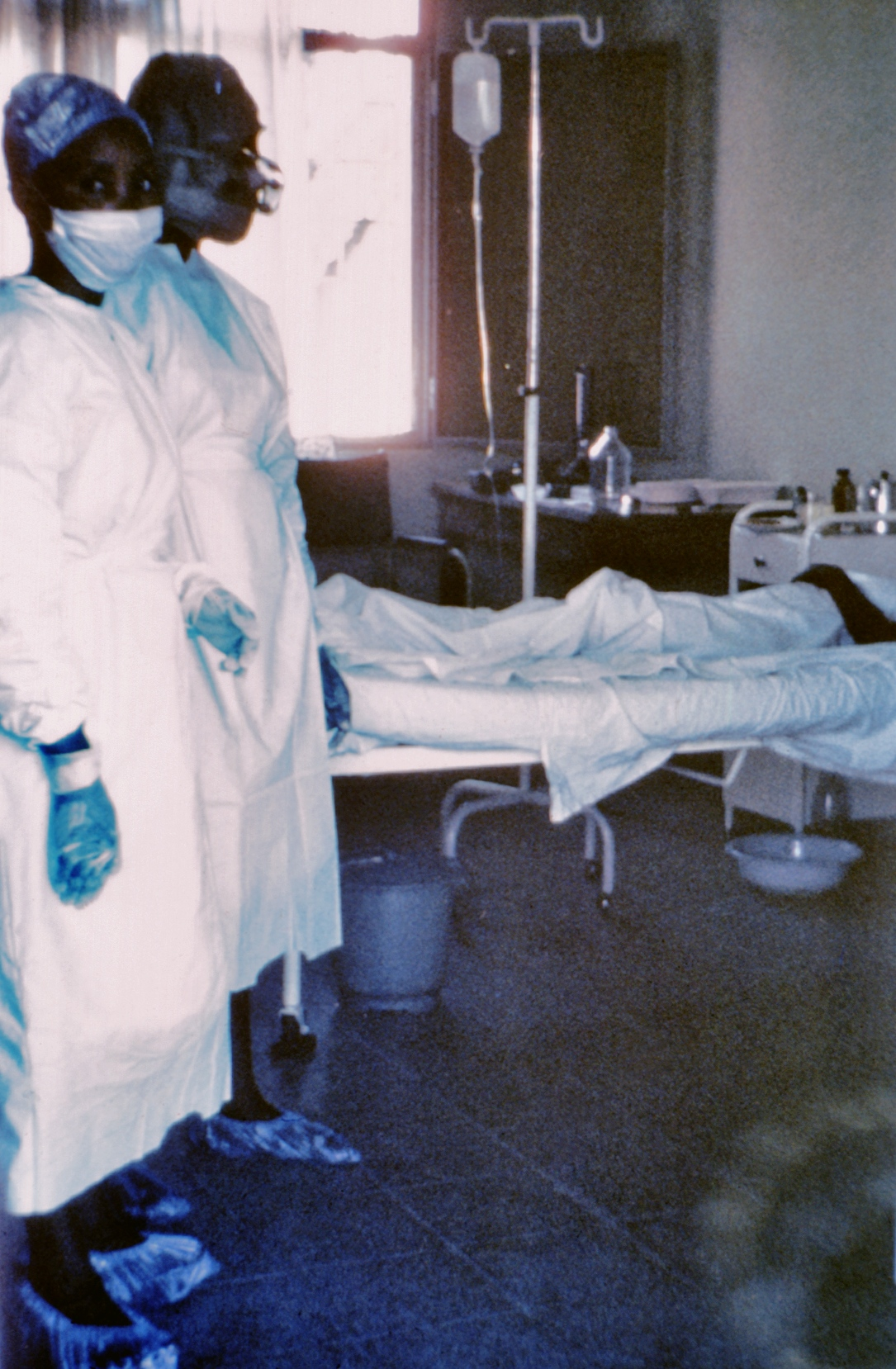
1976, foto di due infermiere di fronte al caso #3 di Kinshasa (l'infermiera Mayinga), il quale fu curato ma morì più tardi nell'Ospedale di Ngaliema a Kinshasa.

## Virologia

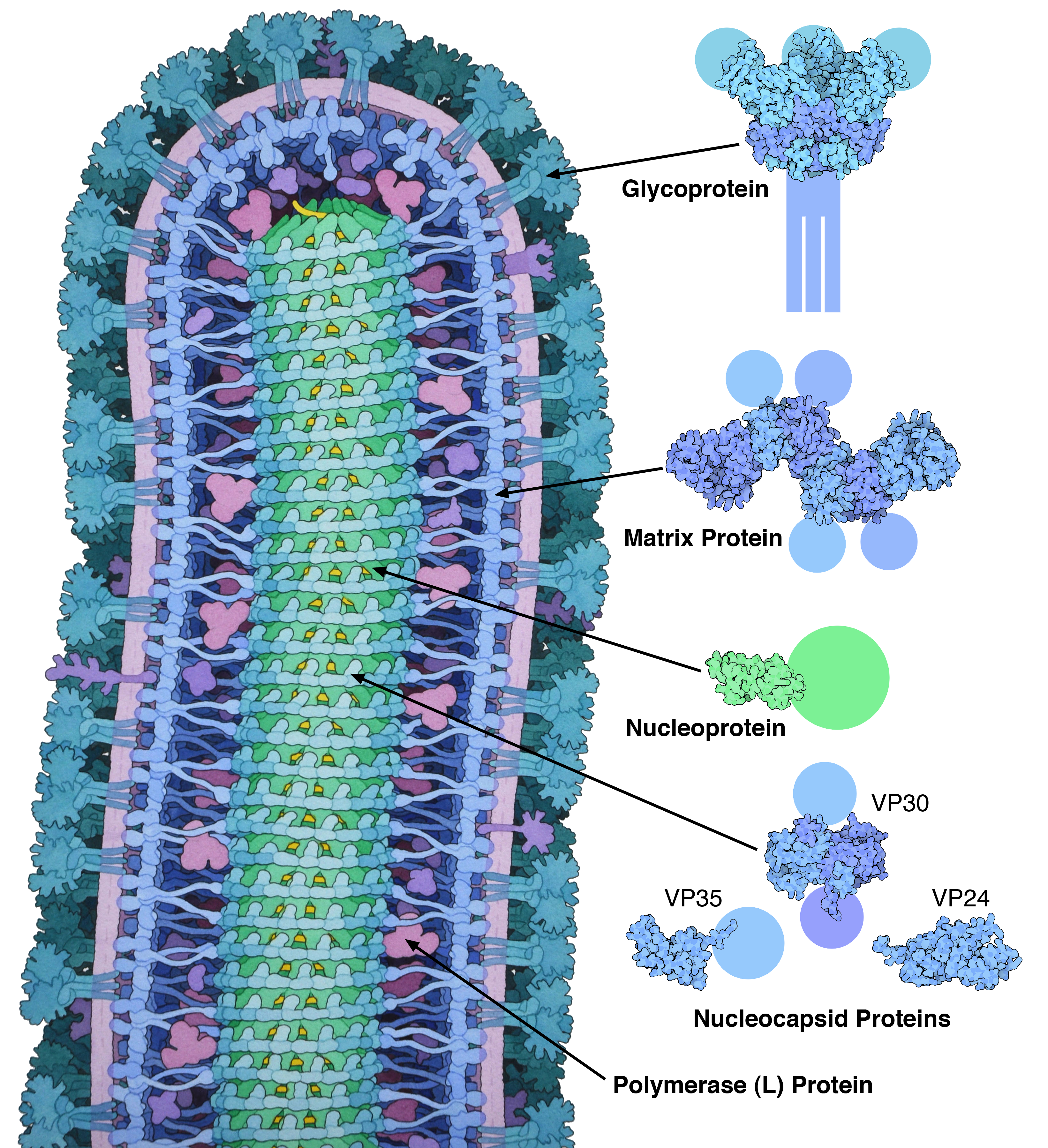
Disegno in sezione del virus Ebola, con indicate le strutture delle proteine principali

### Morfologia
L'indagine al microscopio elettronico delle specie appartenenti al genere Ebolavirus mostra la caratteristica struttura filamentosa dei filovirus. La specie virus Ebola EBOV VP30 è costituita da una catena di 288 amminoacidi. I virioni generalmente hanno una struttura tubolare variabile: possono assumere la forma di bastone pastorale, di occhiello, di U o di 6, arrotolata, circolare o ramificata. Tuttavia le tecniche di laboratorio di purificazione come la centrifugazione potrebbero influenzarne l'aspetto morfologico. I virioni misurano generalmente 80 nm di diametro. Hanno misure variabili, tipicamente attorno ai 1000 nm, ma possono arrivare a 14000 nm di lunghezza. Nel centro del virione è presente il nucleocapside, una struttura elicoidale costituita dalla proteina del nucleocapside virale 30 (VP30), il quale contiene la proteina virale 35 (VP35), una molecola di RNA genomico virale legato alla nucleoproteina (NP) e infine la RNA polimerasi-RNA dipendente virale (L). Il virione ha un diametro di 40-50 nm e un canale centrale di 20–30 nm di diametro. Una glicoproteina (GP) virale è presente sulla membrana virale, derivata dalla membrana cellulare ospite, ed è responsabile del riconoscimento della cellula bersaglio. Tra la membrana e il nucleocapside a questa ancorata, all'interno della cosiddetta matrice, sono allocate le proteine virali VP40 e VP24.

### Genoma

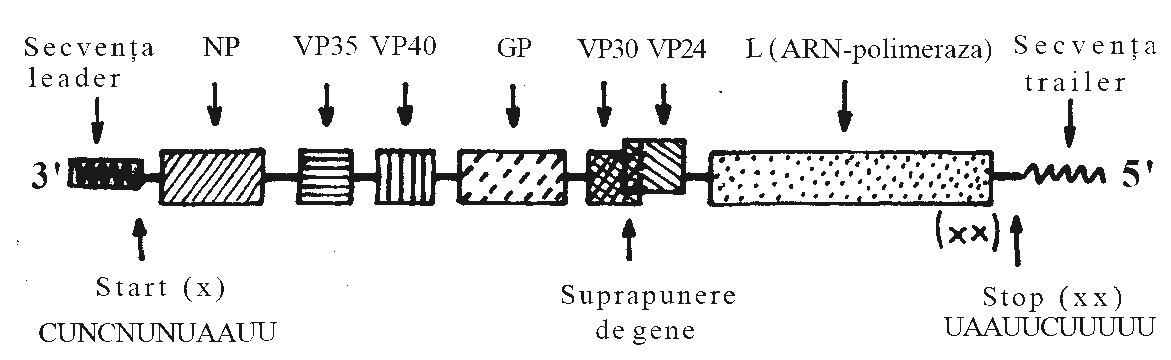
Genoma del virus Ebola

Ciascun virione contiene una molecola lineare anti-senso di RNA, di circa 18.959 nucleotidi di lunghezza fino anche a 18.961, dal peso molecolare di 4,5 x 106 Da. L'estremità 3′ non è poliadenilata, e 5′ è priva di cappuccio. È stato accertato che 472 nucleotidi a partire dal 3' UTR, e 731 nucleotidi dal 5' UTR sono sufficienti per la replicazione. È in grado di codificare sette proteine strutturali ed una non strutturale. La regione codificante è 3′ - leader - NP - VP35 - VP40 - GP/sGP - VP30 - VP24 - L - trailer - 5′; leader e trailer essendo regioni non trascritte trasportano segnali importanti per il controllo della trascrizione, replicazione e assemblaggio del genoma virale nel nuovo virione. Il materiale genomico in sé non è infettivo a causa delle proteine virali, ma all'RNA polimerasi RNA dipendente, sono necessarie per la trascrizione del genoma virale nel mRNA, così come per la replicazione del genoma virale.

### Ciclo vitale
- I virus attaccano i recettori dell'ospite mediante il peplomero glicoproteico veicolandosi in vescicole per endocitosi nella cellula ospite.
- Fusione della membrana virale con la membrana vescicolare; il nucleocapside è rilasciato nel citoplasma.
- L'ssRNA anti-senso incapsidato è usato come stampo per la sintesi (3' - 5') di mRNA poliadenilato, monocistronico.
- Traduzione dell'mRNA nelle proteine virali utilizzando forse le strutture della cellula ospite.
- Processamento post-traduzionale delle proteine virali. Dal clivaggio di GP0 (precursore glicoproteico) derivano GP1 e GP2, che vengono abbondantemente glicosilate. L'assemblaggio di queste due molecole, prima in eterodimeri, e poi in trimeri costituisce la superficie del peplomero. Un precursore glicoproteico di secrezione subisce un clivaggio in SGP e delta peptide, entrambi i quali rilasciati dalla cellula.
- Con l'aumento del livello proteico virale, dalla traduzione si passa alla replicazione. Usando l'RNA anti-senso come stampo, è sintetizzato un +ssRNA complementare, usato come stampo ulteriore per la sintesi del nuovo (-) ssRNA genomico, rapidamente incapsidato.
- Il nucleocapside neoformato e le proteine envelope si associano alla membrana plasmatica della cellula ospite; il rilascio dei virioni avviene per gemmazione.

### Riserve virali
Nonostante numerosi studi, la riserva naturale di Ebolavirus non è ancora stata identificata. Tra il 1976 e il 1998, nessun ebolavirus è stato riscontrato nelle 30.000 specie fra mammiferi, uccelli, rettili, anfibi ed artropodi prelevate nelle regioni colpite, fatta eccezione per del materiale genetico ritrovato in sei roditori (Mus setulosus e specie Praomys) e in un toporagno (Sylvisorex ollula) reperito nella Repubblica Centrafricana nel 1998. Ebolavirus furono scoperti in carcasse di gorilla, scimpanzé e gazzelle durante l'epidemia del 2001 e del 2003 (le carcasse erano la fonte dell'epidemia umana iniziale), ma l'elevata mortalità dell'infezione preclude a queste specie la possibilità di tramutarsi in riserva.
Anche piante e uccelli sono stati considerati riserve virali; tuttavia, i pipistrelli sono considerati i candidati migliori. Taluni pipistrelli erano noti per risiedere nella fabbrica di cotone nella quale i pazienti indiziati per le epidemie del 1976 e del 1979 lavoravano e che furono inoltre implicati nelle epidemie di Marburg nel 1975 e nel 1980. Tra le 24 specie di piante e le 19 specie di vertebrati inoculati sperimentalmente con ebolavirus, solo nei pipistrelli si è verificata l'infezione. L'assenza di segni clinici in questi pipistrelli è caratteristica delle specie-riserva. Nel 2002-03, un'indagine su 1.030 animali provenienti dal Gabon e dalla Repubblica del Congo che includeva 679 pipistrelli ha identificato RNA proveniente da ebolavirus in 13 di questi (Hypsignathus monstrosus, Epomops franqueti e Myonycteris torquata). I pipistrelli sono anche noti per essere la riserva virale di numerosi virus come quello che causa il COVID-19 nipahvirus, hendravirus e lyssavirus. Di recente è stato identificato uno dei recettori sfruttato dal virus, TIM-1, che sarebbe importante per l'attacco ad alcune cellule epiteliali (possibili via d'ingresso del virus). Sembra che ebolavirus si siano sviluppati in alcune caverne del Kenya..
Nel 2012 è stato scoperto in Cina il primo isolamento da pipistrelli del filovirus specie Reston a seguito di esami sierologici condotti in una popolazione di pipistrelli cinesi. La specie Reston ebolavirus, scoperta nelle Filippine, è l'unica specie di ebolavirus identificata in Asia fino ad oggi. Inoltre, in 353 oranghi sani Borneo (Pongo pygmaeus) nell'isola Kalimantan in Indonesia, nel periodo dal dicembre 2005 al dicembre 2006, si è trovata una positività sierologica pari al 18,4% (65/353) e al 1,7% (6/353) dei campioni esaminati rispettivamente per EBOV (virus Ebola) e MARV (Marburg). La maggior parte dei sieri EBOV-positivi ha mostrato una somiglianza sierologica per le specie trovate in Zaire, Sudan, Costa d'Avorio, o per i virus Bundibugyo, che sono stati trovati finora solo in Africa. Gli autori della ricerca suggeriscono l'esistenza di molteplici specie di filovirus, o di virus sconosciuti correlati ai filovirus, in Indonesia, alcuni dei quali sono sierologicamente simili ai virus EBOV africani, indicando così una possibile presenza di serbatoi di virus non ancora identificati tra le popolazioni di orango indonesiane.
La ricercatrice berlinese Gretchen Vogel, dello staff editoriale della rivista Science, pubblica sulla stessa l'11 aprile 2014 un editoriale dal titolo Are Bats Spreading Ebola Across Sub-Saharan Africa? (Sono i pipistrelli che diffondono il virus di Ebola in tutta l'Africa sub-sahariana?),  suggerendo, con questo articolo, come la diffusione del virus metta a rischio le persone che vivono nelle aree boschive di tutta l'Africa sub-sahariana.

## Note tassonomiche

Albero filogenetico che effettua la comparazione su tutta la lunghezza del genoma degli ebolavirus con i Marburgvirus per mezzo dell'inferenza bayesiana